# Рунтоле
Рунтоле (на словенски: Runtole) е село в Словения, Савински регион, община Целе. Според Националната статистическа служба на Република Словения през 2015 г. селото има 33 жители.